# Wiktor Gębalski
Wiktor Jan Gębalski (ur. 12 września 1894 w Horodyszczu na Ukrainie, zm. 13/14 kwietnia 1940 w Katyniu) – major piechoty Wojska Polskiego i inspektor Straży Granicznej.

## Życiorys
Syn Ewarysta i Marii z Krasnopolskich urodzony w Horodyszczu na Ukrainie. W czasie I wojny światowej służył w I Korpusie Polskim w Rosji. W latach 1918–1920 dca kompanii w 36 pułku piechoty Legii Akademickiej. W listopadzie 1929 został przeniesiony do Gabinetu Wojskowego Prezydenta Rzeczypospolitej na stanowisko dowódcy kompanii zamkowej. 2 grudnia 1930 został mianowany majorem ze starszeństwem z 1 stycznia 1931 i 76. lokatą w korpusie oficerów piechoty. W maju 1934 został wyznaczony na stanowisko dowódcy Oddziału Zamkowego. Z dniem 1 stycznia 1939 został odkomenderowany z Gabinetu Wojskowego Prezydenta RP do Komendy Głównej Straży Granicznej na okres sześciu miesięcy. Z dniem 30 czerwca tego roku został przeniesiony w stan spoczynku, a z dniem 1 lipca wyznaczony na stanowisko komendanta Obwodu Straży Granicznej „Nakło”.
W czasie kampanii wrześniowej 1939 dostał się do sowieckiej niewoli. Przebywał w obozie w Kozielsku. 13 lub 14 kwietnia 1940 został zamordowany przez funkcjonariuszy NKWD w Katyniu i tam pogrzebany. Od 28 lipca 2000 spoczywa na Polskim Cmentarzu Wojennym w Katyniu.
5 października 2007 minister obrony narodowej Aleksander Szczygło mianował go pośmiertnie na stopień podpułkownika. Awans został ogłoszony 9 listopada 2007, w Warszawie, w trakcie uroczystości „Katyń Pamiętamy – Uczcijmy Pamięć Bohaterów”.

## Ordery i odznaczenia
- Krzyż Kawalerski Orderu Odrodzenia Polski (11 listopada 1937)[9][10]
- Krzyż Walecznych (dwukrotnie)[11]
- Medal Niepodległości (16 marca 1937)[12][13]
- Srebrny Krzyż Zasługi (10 listopada 1928)[14][11]